# 당진 현대제철 블루캅
당진 현대제철 블루캅은 2020년에 창단된 대한민국의 실업 야구단이다.

## 선수단
- 코치 : 김태기
- 투수 : 강구용, 강성민, 김인성, 김정민, 김태철, 문재현, 이정우, 천승현, 탁종현
- 포수 : 김기담, 이종하, 최형서
- 1루수 : 조장근
- 2루수 : 김승현
- 유격수 : 장민호
- 3루수 : 박찬범
- 좌익수 : 김경엽, 이도건
- 중견수 : 김성찬, 이혁진
- 우익수 : 김진휘, 임세황